# Huis Bijma

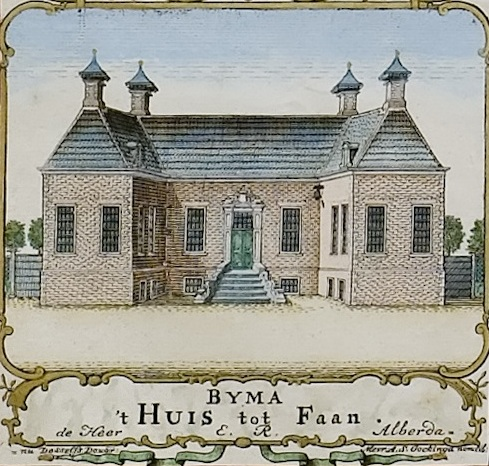
De borg op de kaart van Theodorus Beckeringh (1781)

Huis Bijma, ook wel Huis te Faan genoemd, was een borg in het gebied Westerkwartier in de provincie Groningen. De borg is vooral bekend geworden door Rudolf de Mepsche, een bewoner uit de 18de eeuw.

## Oorsprong
In een oorkonde uit 1392 wordt al gesproken over een hoofdeling in Faan. Deze, Menne Benyninghe woonde waarschijnlijk op een voorloper van de latere borg. Sporen van het oudere bouwwerk zijn in 1957 aangetoond. De naam Bijma, of variaties als Bywema en Bijema, komt voor het eerst voor in de zestiende eeuw. Bijma wordt onder meer genoemd als grietman, waarschijnlijk bewoonde deze een voorloper van de latere borg.
De laatste Bijma, Alijt Bijma sterft in het begin van de zeventiende eeuw. De borg, met de rechten, gaat dan over op haar zoon, Ernst Millinga. Later is er nog sprake van ene Hajo Enens.

## Huis Bijma
Bijma wordt onder meer genoemd als grietman. Sybolt Bywema is getrouwd met Agnes, een bastaarddochter van Roelof van Ewsum, wiens familie op Nienoord woont.

## De Mepsche
Bekend, of berucht, werd Bijma door Rudolf de Mepsche. De borg werd in 1712 geërfd door zijn moeder die de borg afstond aan haar zoon. De Mepsche liet de oude borg slopen en liet vlak daarbij op het borgterrein een nieuwe borg bouwen. Op de nieuwe borg, meer in het bijzonder in het schathuis, werden de slachtoffers van De Mepsche vastgehouden en gemarteld.
De Mepsche verkeerde chronisch in geldnood en was in 1753 gedwongen om de borg te verkopen. Het huis en de rechten kwamen toen in handen van zijn zwager, Edzard Alberda van Bloemersma. Later werd de borg bewoond door meerdere burgemeesters van de gemeente Oldekerk.

## De bewoners
Via het huwelijk van Alijt Bijma (†1610?) met Claes Millinga komt de borg in de familie Millinga. Hun zoon Ernst Millinga, jonker en hoofddeling te Faan, verbouwt het huis in 1613 en (her)bouwt het kerkje. Zijn zoon Claes (†1651) verbouwt de borg nogmaals. In 1627 krijgt het huis een nieuwe gevelsteen. De boedelscheiding van Claes is pas in 1662, waarbij Ernst van Millinga (†1671) de borg krijgt met al haar met behuizingen, hovingen, grachten, singels, poort, landerijen, gerechtigheden. Als Ernst overlijdt, verkopen de voogden van zijn jonge kinderen de borg in 1675 aan Hayo Unico Eenens, wiens grootmoeder Millinga heet; hij verkoopt op 12 juni 1678 "het adelycke huis tot Faen met grafte, cingels enz." aan een professor uit Groningen, Gerhardus Feltman. Hij heeft er waarschijnlijk niet gewoond, want kort na zijn aanschaf wordt hij rechter in Aurich en verhuist. 

Gerhard Aldringa, hoveling tot Faan, huurt het huis met 77 grazen lands en koopt het in 1688. Diens zoon Jebbe krijgt het op 2 februari 1689. Hij vererft het in 1712 aan zijn zuster Geertruid Aldringa, die inmiddels weduwe is van Peter de Mepsche. Zij staat de borg af aan haar zoon Rudolf de Mepsche. Hij is ook Heer van Bloemersma. Hij laat de borg slopen en laat in 1725 een nieuw Huis Bijma bouwen, iets zuidelijker dan Huis Millinga. Op deze nieuwe borg, meer in het bijzonder in het schathuis, worden de slachtoffers van De Mepsche vastgehouden en gemarteld. In 1753 heeft hij zoveel schulden dat de "adelijcke borgh Bijma tot Faan" door zijn schuldeisers wordt verkocht.
Het huis en de rechten komen in handen van zijn zwager, E.R. Alberda, die de borg aan het einde van de 18de eeuw verkoopt aan Justus Hendrik Ludovicus d'Aulnis de Bourouill, die in de buurt van Nienoord, het huis van zijn schoonouders wil wonen. Van 1811-1818 is Justus d'Aulnis maire van de gemeente Oldekerk, daarna wordt hij vrederechter te Leek, later ook te Zuidhorn. Zijn oudste zoon wordt maire van Oldekerk van 1827-1844. Zijn tweede zoon Ferdinand Folef blijft op Bijma wonen, waar hij op 3 november 1837 overlijdt. Vlak voor zijn overlijden verkoopt hij het huis aan Nicolaas van Hasselt, die het in 1845 doorverkoopt aan Jhr mr Roelof Antonius Quintus (1816-1894), de broer van Catharina Johanna Quintus, die op 25 mei 1838 trouwde met Jan Carel Ferdinand, de broer van Justus. 
In 1860 is de borg afgebroken.

## De locatie
Bijma stond iets ten zuiden van Faan. Bij de borg heeft ook een kerkje gestaan, dat in 1826 is gesloopt. 
 Het gehele borgterrein is in 1957 afgegraven, waarbij ook de grachten gedempt zijn. Het enige dat resteert is een deel van de oprijlaan en het voormalige schathuis dat is verbouwd tot een boerderij.

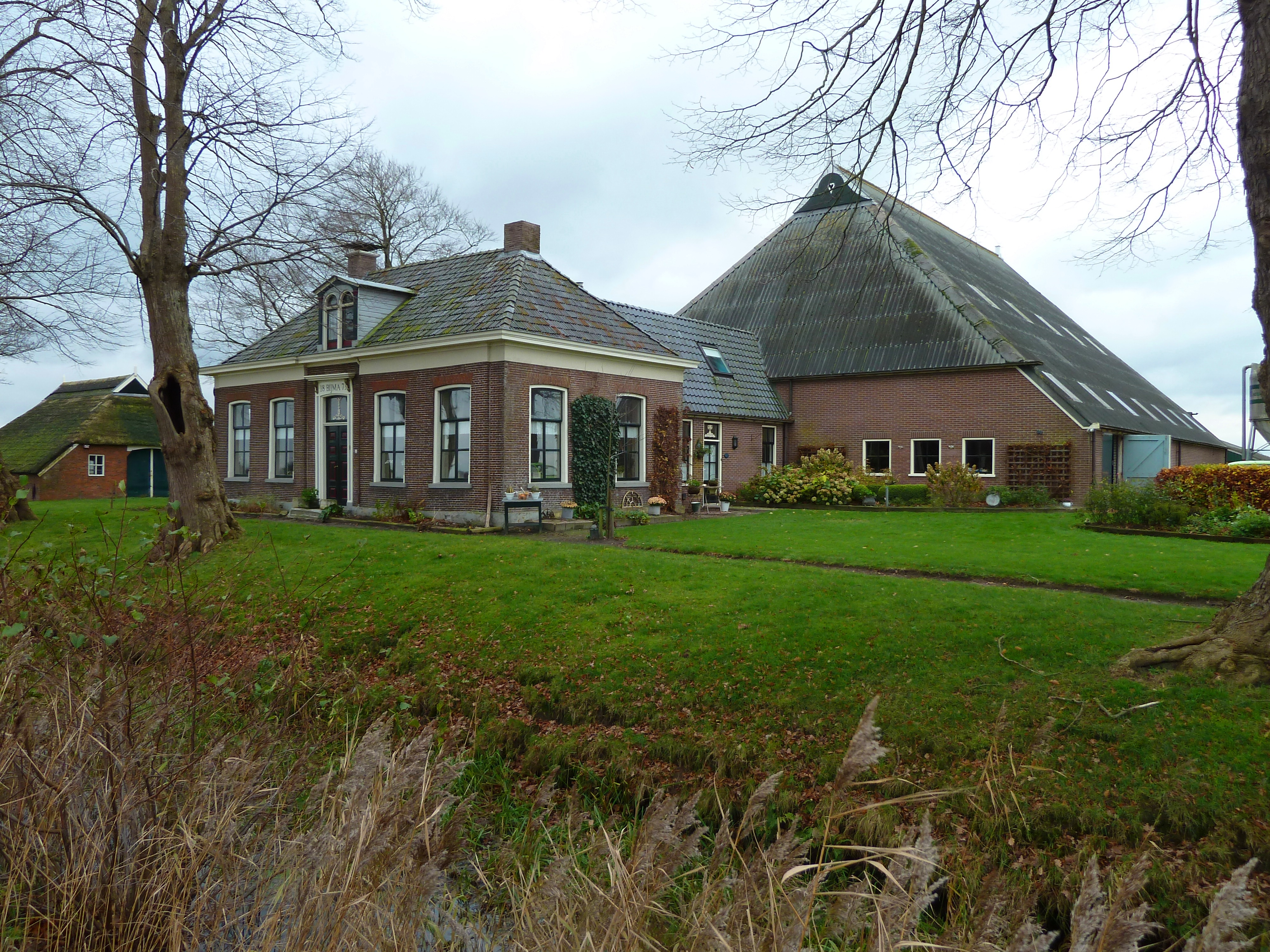
Het vroegere schathuis van Huis Bijma, later verbouwd tot boerderij
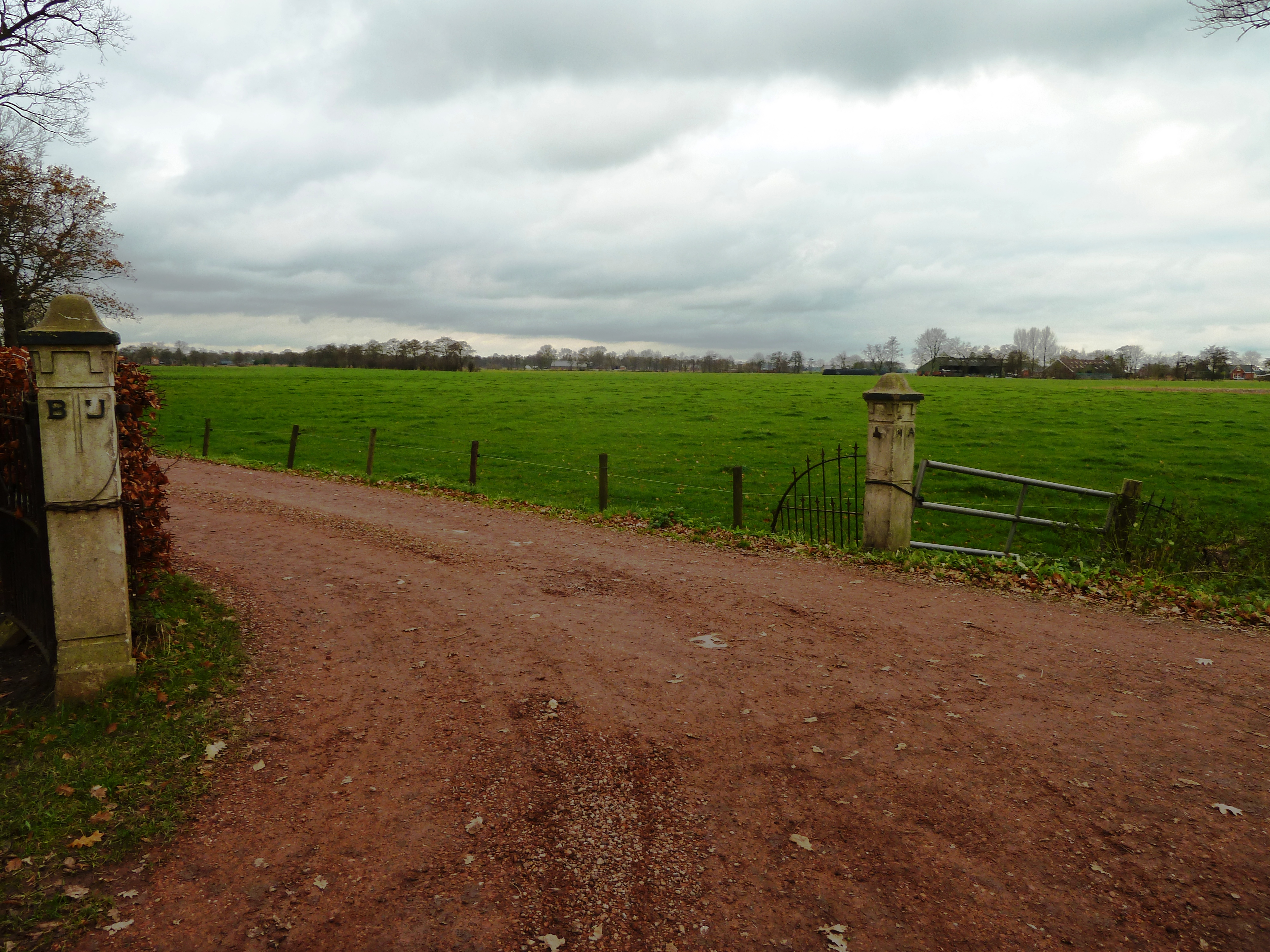
Naast de boerderij het voormalige borgterrein van Bijma, waar de borg en het kerkje stonden